# ヘンリ・コンティネン
ヘンリ・コンティネン（Henri Kontinen、1990年6月19日 - ）は、フィンランドの男子プロテニス選手。ヘルシンキ出身でエストニア・タリンに在住。
自己最高ランキングはシングルス220位、ダブルス1位。身長191cm、体重82kg。右利き、バックハンド・ストロークは片手打ち。ダブルスで14勝を挙げている。
2016年ウィンブルドン選手権混合ダブルス、2016年ATPワールドツアー・ファイナル男子ダブルス、2017年全豪オープン男子ダブルス優勝。

## 来歴
2016年ウィンブルドン選手権混合ダブルスではヘザー・ワトソンと組み、3回戦で前年優勝のパエス/ヒンギス組に3-6, 6-3, 6-2で勝利するなど、決勝に進出。決勝ではファラ/グレーネフェルト組に7-6(5), 6-4で勝利し、優勝を果たした。男子ダブルスではジョン・ピアーズと組み、上海マスターズで準優勝、BNPパリバ・マスターズでは決勝で世界ランク1,2位のエルベール/マユを破り優勝。ATPワールドツアー・ファイナルでもラウンドロビンを全勝で通過し、準決勝でブライアン兄弟を、決勝でクラーセン/ラム組を破って優勝を果たし、ダブルスの世界ランキングで個人7位、チーム4位で2016年を終えた。
さらに2017年全豪オープン男子ダブルスでは同じくピアーズと組み決勝進出。決勝でブライアン兄弟に7-5, 7-5で勝利し、グランドスラム男子ダブルス初優勝を果たす。

## グランドスラム優勝

### 男子ダブルス: 1
| 結果 | 年   | 大会         | サーフェス | パートナー       | 相手                                | スコア   |
| ---- | ---- | ------------ | ---------- | ---------------- | ----------------------------------- | -------- |
| 優勝 | 2017 | 全豪オープン | ハード     | ジョン・ピアーズ | ボブ・ブライアン マイク・ブライアン | 7-5, 7–5 |

### 混合ダブルス: 1
| 結果 | 年   | 大会                 | サーフェス | パートナー       | 相手                                            | スコア        |
| ---- | ---- | -------------------- | ---------- | ---------------- | ----------------------------------------------- | ------------- |
| 優勝 | 2016 | ウィンブルドン選手権 | 芝         | ヘザー・ワトソン | ロベルト・ファラ アンナ＝レナ・グレーネフェルト | 7-6(7-5), 6-4 |

## ATPツアー決勝進出結果

### ダブルス: 18回 (14勝4敗)
| 結果   | No. | 決勝日         | 大会                   | サーフェス    | パートナー                   | 対戦相手                                              | スコア               |
| ------ | --- | -------------- | ---------------------- | ------------- | ---------------------------- | ----------------------------------------------------- | -------------------- |
| 優勝   | 1.  | 2014年8月2日   | キッツビュール         | クレー        | ヤルコ・ニエミネン           | ダニエレ・ブラッチャリ アンドレイ・ゴルベフ           | 6–1, 6–4             |
| 準優勝 | 1.  | 2014年9月21日  | メス                   | ハード (室内) | マリン・ドラガニャ           | マリウシュ・フィルステンベルク マルチン・マトコフスキ | 7–6(3), 3–6, [8–10]  |
| 準優勝 | 2.  | 2014年10月26日 | バーゼル               | ハード (室内) | マリン・ドラガニャ           | バセク・ポスピシル ネナド・ジモニッチ                 | 6–7(13), 6–1, [5–10] |
| 優勝   | 2.  | 2015年2月8日   | ザグレブ               | ハード (室内) | マリン・ドラガニャ           | ファブリス・マルタン プラブ・ラジャ                   | 6–1, 6–4             |
| 優勝   | 3.  | 2015年2月22日  | マルセイユ             | ハード (室内) | マリン・ドラガニャ           | コリン・フレミング ジョナサン・マレー                 | 6–1, 6–4             |
| 優勝   | 4.  | 2015年4月26日  | バルセロナ             | クレー        | マリン・ドラガニャ           | ジェイミー・マリー ジョン・ピアーズ                   | 6–7(13), 6–1, [5–10] |
| 準優勝 | 3.  | 2015年8月8日   | キッツビュール         | クレー        | ロビン・ハーセ               | ニコラス・アルマグロ カルロス・ベルロク               | 7–5, 3–6, [9–11]     |
| 優勝   | 5.  | 2015年9月27日  | サンクトペテルブルク   | ハード        | トレト・ユーイ               | ユリアン・ノール アレクサンダー・ペヤ                 | 7–5, 6–3             |
| 優勝   | 6.  | 2015年10月4日  | クアラルンプール       | ハード(室内)  | トレト・ユーイ               | レイベン・クラーセン ラジーブ・ラム                   | 7–5, 6–3             |
| 優勝   | 7.  | 2016年1月10日  | ブリスベン             | ハード        | ジョン・ピアーズ             | ジェームズ・ダックワース クリス・グッチョーネ         | 7-6(4), 6-1          |
| 優勝   | 8.  | 2016年5月1日   | ミュンヘン             | クレー        | ジョン・ピアーズ             | フアン・セバスティアン・カバル ロベルト・ファラ       | 6–3, 3–6, [10–7]     |
| 優勝   | 9.  | 2016年7月17日  | ハンブルク             | クレー        | ジョン・ピアーズ             | ダニエル・ネスター アイサム＝ウル＝ハク・クレシ       | 7–5, 6–3             |
| 優勝   | 10. | 2016年8月27日  | ウィンストン・セーラム | ハード        | ギリェルモ・ガルシア＝ロペス | アンドレ・ベーゲマン リーンダー・パエス               | 4–6, 7–6(6), [10–8]  |
| 優勝   | 11. | 2016年9月25日  | サンクトペテルブルク   | ハード(室内)  | ドミニク・イングロット       | アンドレ・ベーゲマン リーンダー・パエス               | 4–6, 6–3, [12–10]    |
| 準優勝 | 4.  | 2016年10月16日 | 上海                   | ハード        | ジョン・ピアーズ             | ジャック・ソック ジョン・イズナー                     | 4–6, 4–6             |
| 優勝   | 12. | 2016年11月6日  | パリ                   | ハード(室内)  | ジョン・ピアーズ             | ピエール＝ユーグ・エルベール ニコラ・マユ             | 6–4, 3–6, [10–6]     |
| 優勝   | 13. | 2016年11月20日 | ロンドン               | ハード(室内)  | ジョン・ピアーズ             | レイベン・クラーセン ラジーブ・ラム                   | 6–4, 3–6, [10–6]     |
| 優勝   | 14. | 2017年1月28日  | 全豪オープン           | ハード        | ジョン・ピアーズ             | ボブ・ブライアン マイク・ブライアン                   | 7-5, 7-5             |

|}

## グランドスラム成績
略語の説明
| W | F | SF | QF | #R | RR | Q# | LQ | A | Z# | PO | G | S | B | NMS | P | NH |

W=優勝, F=準優勝, SF=ベスト4, QF=ベスト8, #R=#回戦敗退, RR=ラウンドロビン敗退, Q#=予選#回戦敗退, LQ=予選敗退, A=大会不参加, Z#=デビスカップ/BJKカップ地域ゾーン, PO=デビスカップ/BJKカッププレーオフ, G=オリンピック金メダル, S=オリンピック銀メダル, B=オリンピック銅メダル, NMS=マスターズシリーズから降格, P=開催延期, NH=開催なし.
| 大会           | 2014 | 2015 | 2016 | 2017 | 通算 |
| -------------- | ---- | ---- | ---- | ---- | ---- |
| 全豪オープン   | A    | 1R   | 2R   | W    | 7–2  |
| 全仏オープン   | 2R   | 2R   | 2R   |      | 3–3  |
| ウィンブルドン | 1R   | 1R   | QF   |      | 3–3  |
| 全米オープン   | 1R   | 1R   | 2R   |      | 1–3  |
| Win-Loss       | 1–3  | 1–4  | 6–4  | 6–0  | 8–11 |